# Ennetmoos
Ennetmoos est une commune suisse du canton de Nidwald.

## Géographie

Vue aérienne de 2000 m par Walter Mittelholzer (1925)

Selon l'Office fédéral de la statistique, Ennetmoos mesure 14,07 km2. 

## Démographie
Selon l'Office fédéral de la statistique, Ennetmoos compte 1 973 habitants en 2008. Sa densité de population atteint 140 hab./km².
Le graphique suivant résume l'évolution de la population d'Ennetmoos entre 1850 et 2008 :

## Personnalité liée à la commune
- Regina Durrer-Knobel, conseillère nationale, y réside.